# Fundo

O fundo é a parte superior do estômago. Se relaciona com a cúpula esquerda do músculo diafragma. É limitada inferiormente pelo óstio cárdico. Se separa do esôfago pela incisura cárdica. Pode ser bastante dilatado pela pressão do conteúdo estomacal.
A histologia do fundo do estômago é estudada juntamente com a do corpo do estômago, já que são idênticas.